# TV Escola
A TV Escola é uma emissora de televisão brasileira criada em 1995. É mantida pela Roquette Pinto Comunicação Educativa e transmitida em algumas localidades do Brasil via sinais aberto e fechado. O canal serve para promover a capacitação e a atualização permanente dos professores do Brasil.

## História
Através de um convênio entre a Secretaria de Educação a Distância do Ministério da Educação (MEC) e a Fundação Roquette Pinto (FRP), a TV Escola foi lançada em 4 de setembro de 1995, operando em caráter experimental por um canal do satélite Brasilsat, com programação destinada a escolas do primeiro grau mas que, naquele momento inicial, continha apenas programas de capacitação de professores produzidos pela FRP. Visando seu alcance pelo Brasil, o Fundo Nacional de Desenvolvimento da Educação distribuiu para escolas de mil cidades do país kits de transmissão para que fossem gravados os programas de maior interesse aos professores.
Em dezembro de 2003, realizou uma das primeiras transmissões de TV digital por IP, através de um projeto experimental denominado TV Escola Digital Interativa (TVEDI). O canal esteve garantido por lei em todas as operadoras de TV por assinatura.
A TV Escola exibiu 24 horas diárias de séries e programas educativos, além de produzir programas voltados para os professores, como o Sala de Professor e o Salto para o Futuro, e outros programas voltados aos alunos, como o Hora do Enem. Os programas produzidos foram distribuídos gratuitamente pela internet, podendo o usuário assistir online ou baixar os conteúdos.
No dia 20 de abril de 2018, a TV Escola encerrou suas transmissões em sinal analógico no satélite StarOne C2, passando a contar somente com o seu sinal digital no mesmo satélite.[carece de fontes?]
Em 12 de dezembro de 2019, foi revelado que a TV Escola seria encerrada por decisão do então ministro da Educação Abraham Weintraub, que não renovou o contrato de gestão com a ACERP, associação que gere a emissora. No dia seguinte à decisão, funcionários desocupam e retiram equipamentos da sala do canal no Ministério da Educação, em Brasília, para acatar a uma liminar de 24 de outubro que pedia o despejo do local até 29 de novembro, sendo ingresso um mandado de segurança à Justiça Federal para que fosse garantido tempo a fim de encontrar uma locação adequada.Posteriormente uma resposta a esta ação foi divulgada pela associação.
Após os atritos entre o MEC e a ACERP, em 26 de abril de 2022, o Ministério da Educação realizou o lançamento de dois novos canais: Canal Educação e Canal Libras. Com isso, a TV Escola, que era transmitida na Multiprogramação dos canais digitais, foi trocada pelo recém-lançado canal, porém ainda disponibiliza seu sinal via satélite. Depois de ter seu contrato rompido para operar a TV Escola para o Ministério da Educação no final de 2019, a Associação de Comunicação Educativa Roquette Pinto (Acerp) manteve suas operações no satélite e em plataformas digitais.

## Programas
A TV Escola antiga incluía uma diversidade de programas e documentários nacionais e regionais como:
- Série "Dicas da TV Escola": Energia Potencial (2013)Infantil: O Aniversário do “O”, A Letrinha Bailarina, O Rapto da Letra U, Uma Tarde Assustadora, Uma História sobre Dragões, Carros Usados, Um Dia na Praia, O Tapete Mágico, A Grande Escalada, e As Letrinhas Mágicas Vão ao Parque de Diversões.[13]
- Arte: Minuto no Museu, Musica Move o Mundo, Linhas, Formas e Cores, Pinceladas de Arte, Tudo Sobre Arte.[13] [14][15][7]
- Ciências: Ciência Nua e Crua, Para Entender, Humanos - Quem Somos?[16][17][18]
- Cultura: Aqui no meu Pais, Idiomas do Mundo, Estética do Cangaço.[7]
- Educação: Aula Lá Fora, Em Busca dos Dinossauros, Nossa língua portuguesa, Mundo das Letras, Hora do Enem, Rede Escola, Pelo Universo da Matemática. [19][20][7]

Na grade do Canal Educação os programas tem temática e conteúdo semelhantes a da antiga TV escola. Produzidos em diferentes estados e instituições que contribuem com produções próprias, refletem as realidades locais e promovem uma troca de experiências e saberes. Alguns Exemplos são: Cai no Vestibular, Educação Antirracista em Diálogo, Manual do MEI, Estudar Pode Ser Leve, Será que sirvo pra isso? , entre outros.
O programa "Hora do Enem" continua sendo o mais tradicional e bem-sucedido projeto da história da TV Escola. Continua disponível em plataformas digitais, ampliando seu alcance e acessibilidade. 

## Adaptações regionais
Cada estado brasileiro tinha sua própria versão da TV Escola, geralmente gerida pela Secretaria de Educação estadual ou por órgãos de comunicação pública locais. Essas emissoras seguiam a linha educativa proposta pela TV Escola nacional, mas muitas vezes adaptavam a programação para incluir conteúdos regionais.
Por exemplo:
- No Rio de Janeiro, a Rádio e TV Escola Roquette-Pinto (que depois virou apenas Rádio Roquette-Pinto) foi uma das principais responsáveis pela produção e transmissão de conteúdos educativos.[30][31]
- Em São Paulo, havia parcerias com a Fundação Padre Anchieta (TV Cultura).[32][33][34]
- Em Minas Gerais, a Rede Minas teve uma forte atuação em conteúdos educativos.[35][36][37]
- Em Curitiba (e no Paraná como um todo) , a TV Paulo Freire foi uma emissora voltada para a educação que funcionava como a TV Escola do estado[38]. Ela era gerida pelo Instituto Paranaense de Desenvolvimento Educacional (FUNDEPAR) e ligada à Secretaria de Educação do Paraná.[39]

Muitos desses projetos foram enfraquecendo ao longo dos anos devido a cortes de verbas e mudanças de gestão, mas algumas emissoras ainda mantêm programação educativa.

## Pandemia e ensino a distancia
Durante a pandemia de COVID-19, a TV Escola lançou o projeto Seguimos Conectados, que se tornou uma ferramenta para garantir a continuidade do aprendizado dos estudantes. A emissora disponibilizou uma vasta programação, incluindo aulas sobre o período imperial brasileiro para as 7.ª e 8.ª séries, além de conteúdos de matemática e português para a 5.ª série e o 3.º grau do ensino médio. Ao todo, foram mais de 500 horas de conteúdo, sendo 200 inéditas. A TV Escola também ofereceu dicas para pais e professores sobre como motivar os alunos. Suas plataformas digitais, como o app e o portal, facilitaram o acesso a conteúdos e orientações pedagógicas.
A emissora também permitiu que Estados com suas próprias emissoras de televisão retransmitissem sua programação e forneceu conteúdos para emissoras comunitárias e públicas, como TVs legislativas. Apesar dos custos elevados, cerca de 50 milhões de reais anuais, a direção estava negociando valores e contrapartidas com secretários de Educação para ampliar sua distribuição.
A TV Escola também fazia parte de um esforço maior em parceria com a prefeitura do Rio de Janeiro, com iniciativas como o Rioeduca na TV, que oferecia videoaulas diárias de 10 horas, e a TV Ines, voltada para pessoas com deficiência auditiva.

## Prêmios
| Ano  | Prêmio                       | Organização                                                     | Categoria                            | Produção                                    | Resultado | Ref.                 |
| ---- | ---------------------------- | --------------------------------------------------------------- | ------------------------------------ | ------------------------------------------- | --------- | -------------------- |
| 2003 | Dragão de Prata              | II Festival Internacional do Filme Científico de Beijin (China) | Programas para a Juventude           | Arte e Matemática - Episódio: Ordem no Caos | Venceu    | [ 45 ] [ 46 ] [ 47 ] |
| 2014 | Prêmio SBGames               | XII Simpósio Brasileiro de Jogos e Entretenimento Digital       | Melhor Jogo Educativo (Serious Game) | Chico na Ilha dos Jurubebas                 | Venceu    | [ 48 ] [ 49 ] [ 50 ] |
| 2015 | Prix Jeunesse Iberoamericano | 7ª edição do Festival ComKids                                   | Categoria Interatividade             | Chico na Ilha dos Jurubebas                 | Venceu    | [ 51 ] [ 52 ] [ 53 ] |
| 2018 | Prêmio TAL                   | Televisión América Latina (TAL)                                 | Ficção                               | 1817, a Revolução Esquecida                 | Venceu    | [ 54 ] [ 55 ] [ 56 ] |
| 2018 | Prêmio TAL                   | Televisión América Latina (TAL)                                 | Transmídia                           | Chico na Ilha dos Jurubebas                 | Venceu    | [ 57 ] [ 55 ] [ 58 ] |

#### Prêmios em que o canal foi indicado:
- Prêmios TAL - Categoria Produção Educativa Infantil para: Os Exploradores de Kuont (2014) [59][60]
- Prêmios TAL - Categoria Produção Interativa para: Os Exploradores de Kuont (2014) [59][60]
- Prêmios TAL - Categoria Produção Unitária para: Um Apólogo (2014) [61] [62]
- Prêmios TAL - Categoria Melhor Conteúdo Educativo para: A Última Guerra do Prata (2015) [63][64]
- Prêmios TAL - Categoria Melhor Série Infantil para: Fabulosas Coleções do Seu Gonçalo (2016) [65][65][66]
- Prêmios TAL - Categoria Melhor Conteúdo Educativo para: Anthony Knivet - Um Olhar Aventureiro sobre a Colonização do Brasil (2016)[67][65][68]
- Prix Jeunesse Iberoamericano - Categoria Transmídia para: Chico na Ilha dos Jurubebas (2018)[53]

## Imagens

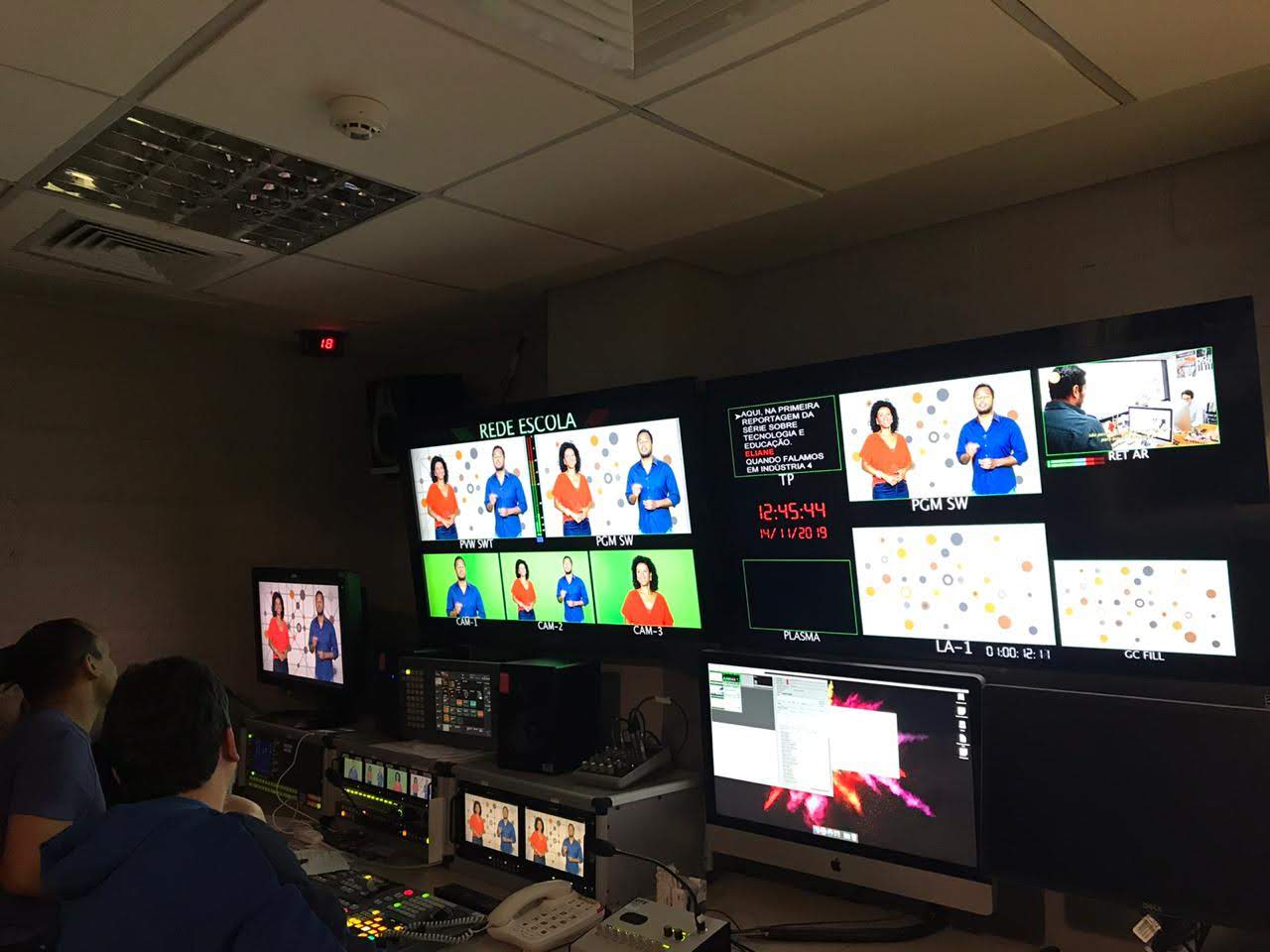
Em 2017, a TV Escola tinha mais de 300 funcionários em sua unidade operacional no Rio de Janeiro localizada no bairro de Botafogo.
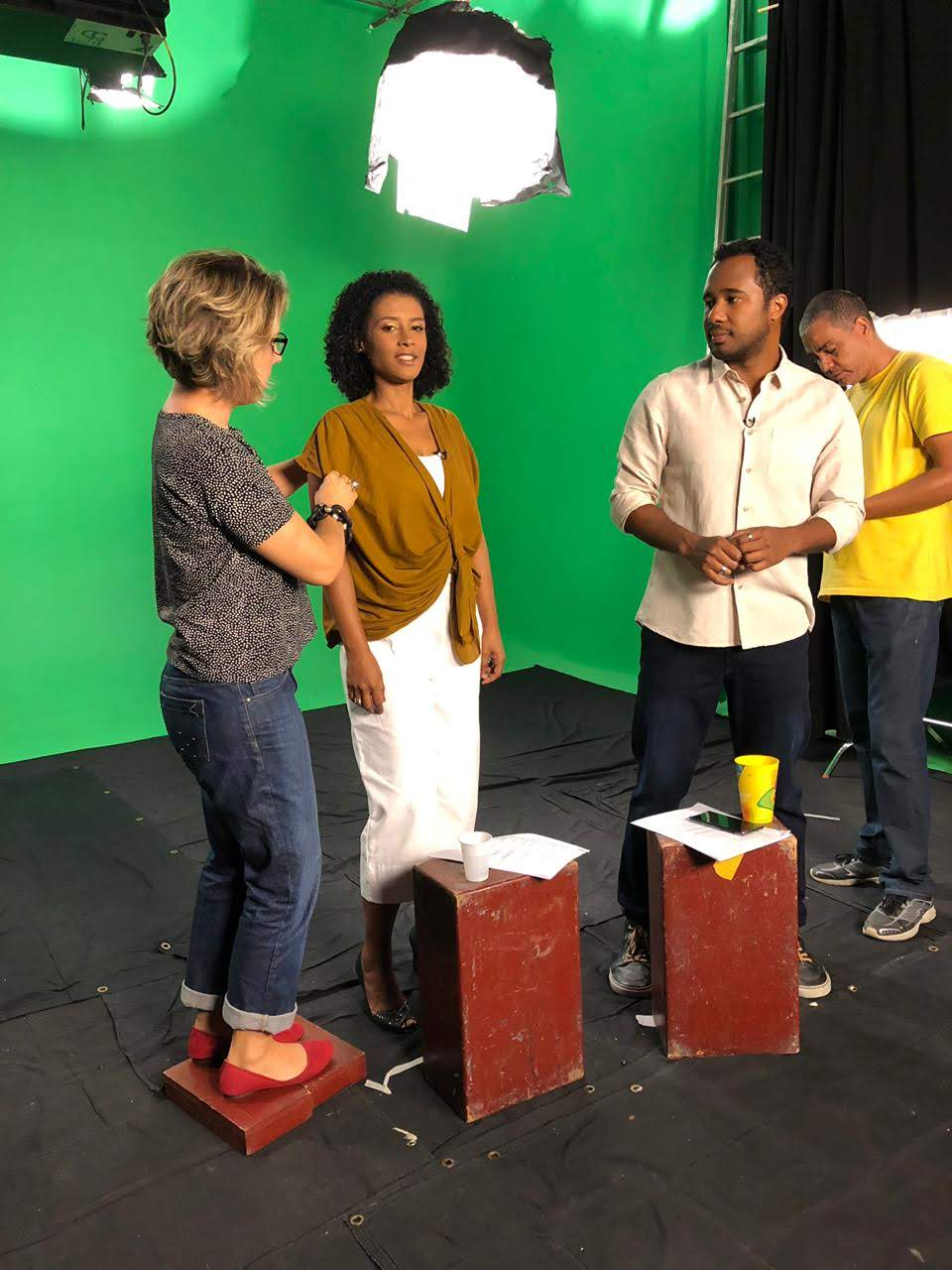
Jornalistas Eliane Benício e Ernesto Xavier nos estúdios Rio da TV Escola para a gravação do programa 'Rede Escola', que permaneceu no ar até a suspensão das operações da emissora em 2019.
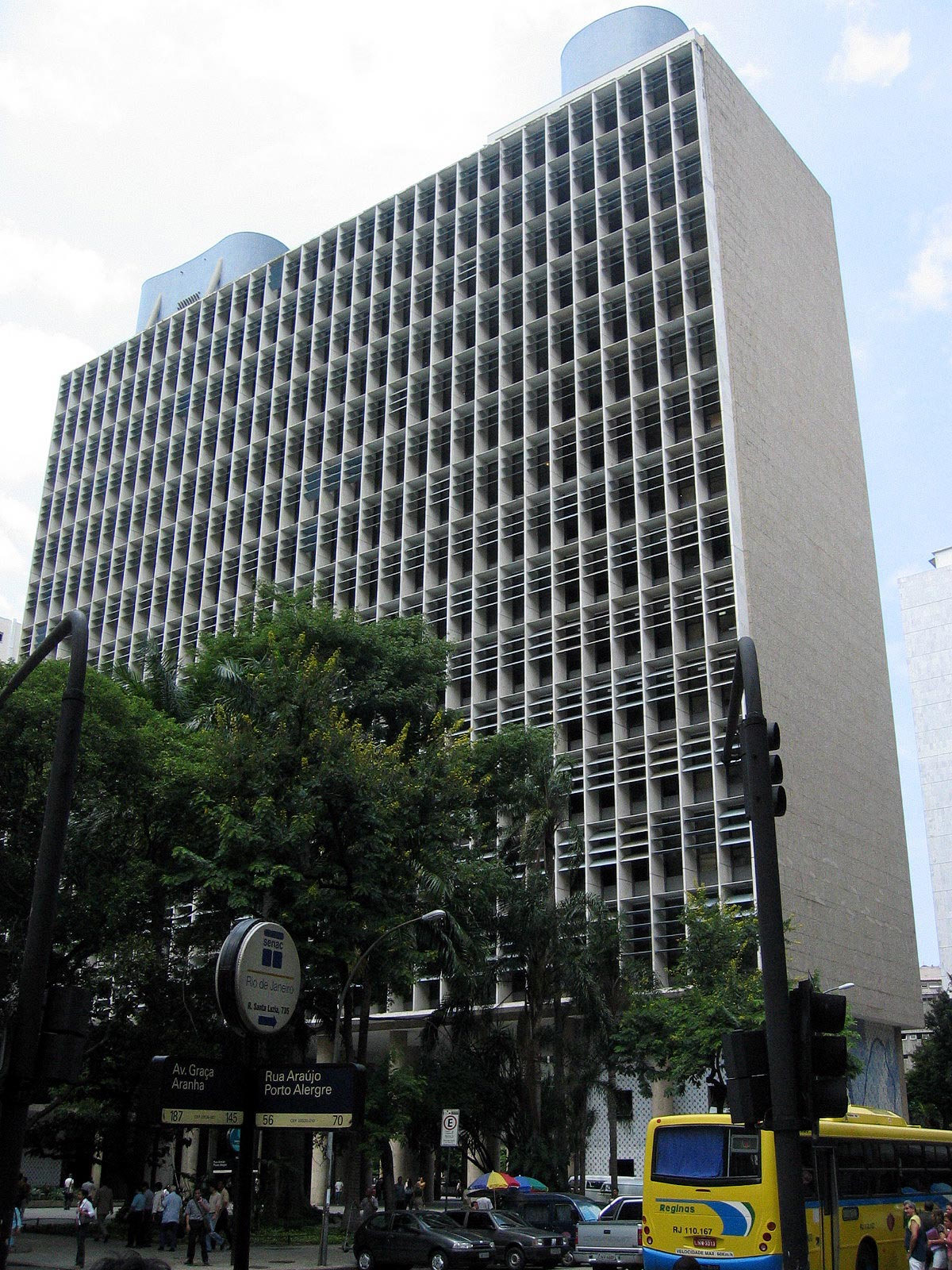
O edifício do MEC em Brasília era a principal sede da TV Escola.
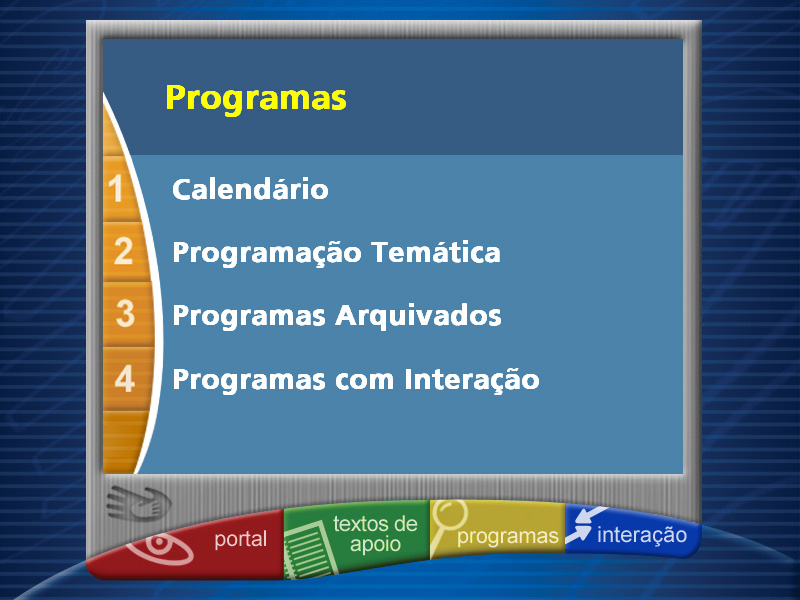
Tela de apresentação da interface da TV Escola Digital Interativa, projeto do Ministério da Educação do Brasil em 2003.
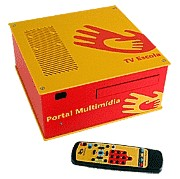
Foto do receptor da TV Escola Digital Interativa, projeto do Ministério da Educação do Brasil em 2003, durante o Governo Lula.